# Anton the Terrible
Anton the Terrible è un film muto del 1916 diretto da William C. de Mille. Ambientato in Russia allo scoppio della prima guerra mondiale, il film ha come protagonista Theodore Roberts, affiancato da Anita King, Horace B. Carpenter, Harrison Ford, Edythe Chapman, Hugo B. Koch e Delia Trombly. La sceneggiatura di Marion Fairfax e Charles Sarver, adattata per lo schermo da Jules Eckert Goodman, si basa sull'omonimo racconto breve di Thomas H. Uzzell che fu pubblicato su The Saturday Evening Post  l'8 gennaio 1916. Il film è conosciuto anche con il titolo The Austrian Spy.

## Trama
Il cosacco Anton Kazoff giura di vendicare l'onore della sorella Olga che è stata abbandonata dal generale Stanovitch. Passano quindici anni. Kazoff, sempre alla ricerca della sua vendetta, è diventato un uomo crudele e amareggiato, ora a capo della polizia segreta russa, l'Okrana. Allo scoppio della prima guerra mondiale, il granduca Feodor Ivanovitch sta tentando di scoprire l'identità di una spia al soldo del nemico e ordina a Kazoff di trovarla e arrestarla, ignorando che la spia è lo stesso Kazoff. Il cosacco, intanto, persegue nei suoi piani di vendetta. Uccide Stanovitch, facendo accusare del delitto David Burkin, un ufficiale amato da Vera, la figlia di Stanovich. Arrestato e imprigionato, David scopre il doppio gioco di Kazoff e riesce a metterne al corrente anche Vera, finita pure lei in prigione dopo essere stata accusata di essere un'anarchica. I due vengono liberati e informano il granduca del tradimento di Kazoff. Per salvarlo, sua madre prende su di sé la colpa e Ivanovitch ordina allora a Kazoff di ucciderla. Ma, invece di sparare alla madre, l'uomo rivolge la rivoltella verso di sé, uccidendosi.

## Produzione
Il film fu prodotto dalla Jesse L. Lasky Feature Play Company. Venne girato nei Kaufman Astoria Studios di New York, al 3412 della 36th Street di Astoria, nel Queens.

## Distribuzione
Il copyright del film, richiesto dalla Jesse L. Lasky Feature Play Co., fu registrato il 5 settembre 1916 con il numero LP9099.
Negli Stati Uniti, il film - presentato da Jesse L. Lasky - fu distribuito dalla Paramount Pictures, uscendo nelle sale il 28 settembre 1916. In Svezia, con il titolo Anton den förskräcklige, fu distribuito il 22 marzo 1922.
Esiste qualche frammento della pellicola che si trova conservato presso il BFI/National Film And Television Archive di Londra.